# BM-27

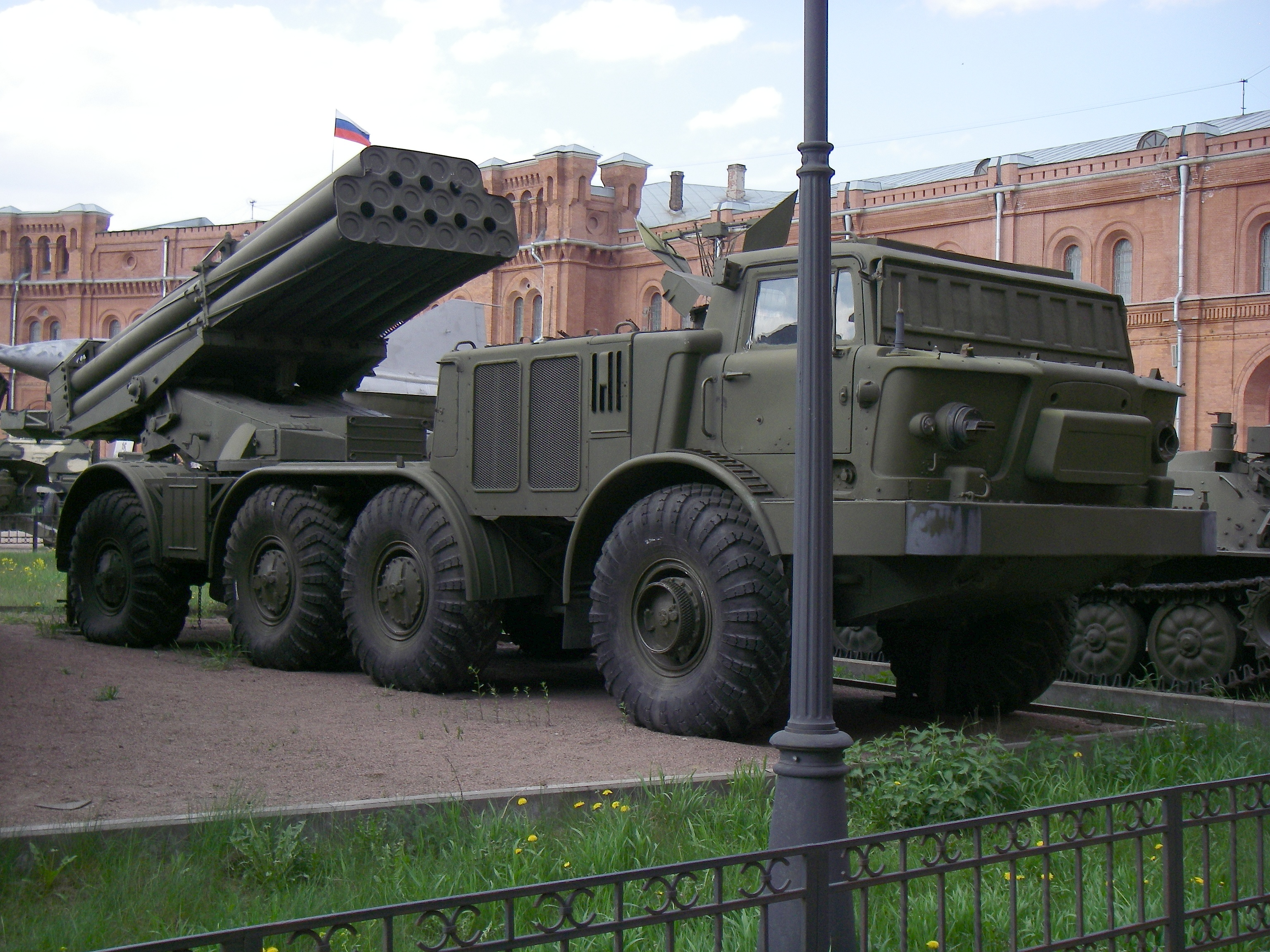
BM-27 Uragan 自走式16連装220mmロケットランチャー

BM-27「ウラガン」（ロシア語:БМ-27 «Ураган»ベーエーム・ドヴァーッツァチ・スィェーミ・ウラガーン）は、1970年代にソビエト連邦軍が開発した自走式多連装ロケットランチャーである。ソビエト連邦の崩壊後はロシア連邦軍などにより運用されており、GRAUインデックスは9P140（9П140）。誤ってBM-22と呼ばれている時期もあった。
なお、「ウラガーン」はロシア語で「暴風・疾風」を意味する。

## 概要
BM-27は16連装220mmロケットランチャーを8輪式のZIL-135大型軍用トラックに搭載している。このトラックはBTR-60やBTR-70と同様に2つのガソリンエンジンを装備し、それぞれのエンジンが4つずつの車輪に動力を伝達しており、これが20tの貨物を搭載しつつ65km/hもの最高速度を生み出す要因である。なお、燃料無補給での最大航続距離は500kmである。ZIL-135を使用した発射としての形式名は9P140である。
また、この車両はNBC（核兵器・生物兵器・化学兵器）防護機能が備わっており、4名の乗員は車外に出ることなく停車から3分以内に発射準備を整えることが可能である。また、車体のキャビンにはロケット弾の発射炎を防ぐブラストシールドも備わっている。

## ロケット弾
BM-27が使用する220mmロケット弾は一斉発射した場合、16発のロケット弾は20秒で撃ち尽す。ロケット弾は総重量280.4kg、弾頭重量90 - 100kg、最大射程35kmの性能を有し、弾頭は破砕性弾頭、化学兵器弾頭、PFM-1対人地雷散布弾頭などが存在し、これらは電気式時限信管により発火する。

## 9T452弾薬運搬車

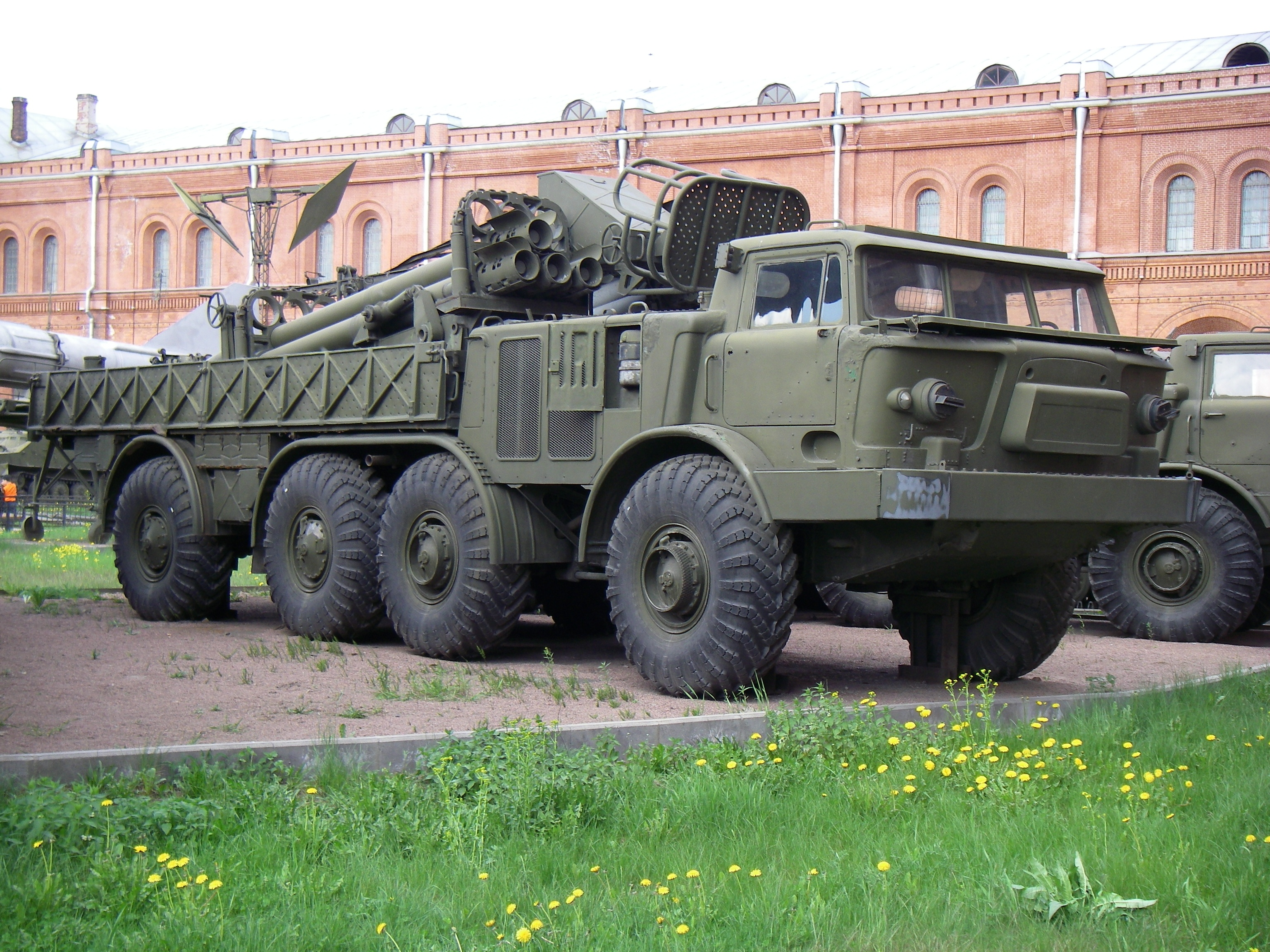
9T452弾薬運搬車

BM-27が順調にロケット弾の斉射を行うために必要不可欠なのが9T452弾薬運搬車である。9T452はBM-27と同様にZIL-135トラックを基にした弾薬運搬車であり、搭載している予備のロケット弾を同車に装備されたクレーンを使用してロケット弾の再装填を行い、20分ほどで再装填を完了できる。

## 運用国
- アフガニスタン[2] – 18 (not functional)[要出典]
- アルメニア – some BM-27 ordered in 2011
- アンゴラ
- ベラルーシ – 72 2016年現在[3]
- エリトリア – 9 2021年現在[4]
- ギニア – 3 2021年現在[5]
- ジョージア – Saw limited usage during Abkhazia War, out of service.[要出典]
- イラン – Unknown[6]
- カザフスタン – 180 2016年現在[7]
- キルギス – 2023年時点で、キルギス陸軍が6両の9P140を保有[8]。
- モルドバ - 2023年時点で、モルドバ陸軍が11両の9P140を保有[9]。
- ミャンマー – unknown
- 北朝鮮 – unknown
- ロシア – 200 in service and 700 in storage 2016年現在[10]
- シリア[11]
- タジキスタン[2] – 12[要出典]
- タンザニア[2] – 48[要出典]
- トルクメニスタン - 2024年時点で、トルクメニスタン陸軍が60両の9P140を保有[12]。
- ウクライナ – 70 2016年現在[13]
- ウズベキスタン – 2023年時点で、ウズベキスタン陸軍が48両の9P140を保有[14]。
- イエメン[2] – Over 50. Seen intensive action in the ongoing civil war.

## 形式・派生型
9P140
ZIL-135トラックに架装された標準型の発射機の形式名。
9T452
ZIL-135トラックに架装された標準型の弾薬運搬車の形式名。
9K512 ウラガン1M
2007年に提案された改良派生型。KAMAZ-6350 8輪トラックにロケット弾発射機を搭載したもので、同じ車両にBM-30 スメーチと同じ300mm多連装ロケット砲を搭載する事も可能である。
9A53 ウラガン-U
2009年に提案された改良派生型。MZKT-7930 8輪トラックに15連装×2基の発射機を搭載。モジュール化された発射機の組み換えによりBM-30 スメーチおよびBM-21 グラートのロケット弾を使用可能。
9P140MB ウラガン-M
ベラルーシで開発された改良派生型。車体をベラルーシ製のMAZ-631705 6輪トラックに変更し、ベラルーシ製の通信機器・航法装置・自動化された射撃管制システムを装備している。2021年に国家試験が開始され、5年以内にベラルーシ軍のウラガンを全台改修する計画とされている。
バスティオン-03
ウクライナのAvtoKrAZで2010年に試作された改良派生型。6×6輪駆動のKrAZ-63221RAトラックに発射機を搭載したシステム。

## 実戦投入
特に、上記のPMF-1対人地雷散布弾頭は接近する敵歩兵部隊を足止めするのに効果的であったことから、アフガニスタンに派兵されたソ連軍により多用された。
2022年ロシアのウクライナ侵攻にも投入され、ロシア軍が遺棄し、ウクライナ軍により鹵獲された例もある。